# بلد الثلوج (رواية)
بلد الثلوج (باليابانية: 雪国) مؤلفها ياسوناري كواباتا، ترجمها للعربية بسام حجار.
عملية التاليف
تستشهد جوين بوردمان بيترسن برواية "بلد الثلوج" كمثال على الطريقة التي غالبًا ما كان كاواباتا يؤلف بها أعماله. فبينما تكتب أن الروائيين اليابانيين غالبًا ما ينشرون "أعمالهم في شكل سلسلة وتحت عناوين مختلفة"، تلاحظ أن كاواباتا "يُعرف أيضًا بعادته في إعادة الكتابة، وإضافة مقاطع، وإجراء تغييرات في العناوين والمحتوى على حد سواء". ظهر الجزء الأول بعنوان "مرآة مشهد المساء" (Yugeshiki no Kagami) في مجلة بونغيشونجو (Bungeishunjū) في يناير 1935. كتب كاواباتا لاحقًا أنه لم يتمكن من إنهاء مخطوطته بحلول الموعد النهائي لتقديم هذه المجلة الأدبية، وقرر مواصلة الكتابة وتقديم نسخة ثانية من هذا الجزء، بعنوان "مرآة صباح أبيض" (Shiroi Asa no Kagami)، إلى المجلة ذات الاهتمام العام "كايزو" (Kaizō) بعد عدة أيام.
واصل كاواباتا الكتابة عن الشخصيات، ونُشرت خمسة أجزاء أخرى على مدى السنوات التالية: ظهرت "قصة" أو "حكاية" (Monogatari) و"جهود غير مجدية" (Toro) في مجلة نيهون هيورون (Nihon Hyoron) في إصداري نوفمبر وديسمبر 1935؛ وظهرت "زهرة ميسكانثوس" (Kaya no Hana) في تشوو كورون (Chuo Koron) في أغسطس 1936؛ و"وسادة النار" (Hi no Makura) في بونغيشونجو في أكتوبر 1936؛ ونُشرت "أغنية كرة اليد" (Temariuta) في كايزو في مايو 1937. قام بدمج هذه المقاطع في رواية "بلد الثلوج" الكاملة، مع إجراء العديد من التغييرات على النصوص كما ظهرت في المجلات، والتي نُشرت في يونيو 1937.
استأنف كاواباتا العمل على الرواية بعد توقف دام ثلاث سنوات، مضيفًا فصولًا جديدة مرة أخرى وناشرًا في مجلتين منفصلتين مرة أخرى، في عامي 1940 و1941. أعاد كتابة القسمين الأخيرين، ودمجهما في قطعة واحدة، نُشرت في إحدى المجلات عام 1946. ووصلت قطعة إضافية أخرى في عام 1947. وأخيرًا، في عام 1948، وصلت الرواية إلى شكلها النهائي، وهو دمج لتسعة أعمال منشورة بشكل منفصل.
زار كاواباتا نفسه منتجع يوزاوا أونسن وعمل على الرواية هناك. تم الحفاظ على الغرفة التي كان يقيم فيها في الفندق كمتحف.
عاد كاواباتا مرة أخرى إلى "بلد الثلوج" قرب نهاية حياته. فقبل بضعة أشهر من وفاته في عام 1972، كتب نسخة مختصرة من العمل، أطلق عليها عنوان "مقتطفات من بلد الثلوج"، والتي اختصرت الرواية إلى بضع صفحات قليلة، وهو طول وضعها بين "قصص بحجم راحة اليد"، وهو شكل أولاه كاواباتا اهتمامًا خاصًا لأكثر من 50 عامًا. نُشرت ترجمة إنجليزية لـ "مقتطفات من بلد الثلوج" في عام 1988 بقلم ج. مارتن هولمان، ضمن مجموعة "قصص بحجم راحة اليد".

## حول الرواية
تتمحور هذه الرواية حول الوحدة، والحب المستحيل، ومأساة ضياع الجمال والحب خلال التقدم في العمر، والحياة والعلاقات الإنسانية، إلى جانب الأسلوب الشعري الذي تجاوز أسلوب الهايكو الياباني التقليدي.
تنتقل هذه الرواية بالقارئ إلى المنطقة الجبلية المنعزلة غرب اليابان، حيث يعيش بطل الرواية تجربة الانفصال عن الزمن لأشهر من خلال انهمار الثلوج في فصل الشتاء الياباني.

## أحداث وملخصات
ويقدم كاواباتا في عمله مراحل تطور العلاقة بين شيمامورا الثري المحب للفنون العاطل عن العمل والهارب من طوكيو وحياته الزوجية إلى قرية في بلد الثلج حيث يتعرف خلال زيارته على ابنة معلم الرقص.
وهي فتاة جميلة في عمر الزهور، يطلب منها والدها تسلية الضيف بالغناء والرقص بدلا من الجيشا التي أصيبت بوعكة صحية. في البداية يرتكز محور الرواية على العلاقة بينهما.
ومع حلول الشتاء يغادر شيمامورا إلى طوكيو ليعود مجددا مع الربيع القادم. وهكذا يستخدم ياسوناري تبدل الفصول ليعكس التغيرات التي تطرأ على العلاقة.
تبدأ المعرفة بينهما في فصل الربيع حيث تتفتح الحياة معلنة بداية جديدة في بلد الثلج، لتأخذ صفة الصداقة حيث يرى شيمامورا في كوماكو الطفلة الشابة، بداية جديدة للحياة ويشعر بأن من واجبه حمايتها في حين تسلم الفتاة جميع عواطفها لهذا الرجل. ومع قدوم الخريف وتساقط أوراق الشجر، تبدأ مرحلة التباعد بينهما.
ومع حلول الشتاء وهيمنة الثلوج تنسحب البرودة إلى قلب شيمامورا، ليستحوذ عليه الاهتمام بيوكو الخادمة الجميلة التي تعمل في الخان الذي يسكن فيه والتي تتميز بصوتها العذب وصفاء عينيها.
في الزيارة الثانية له تكون كوماكو قد تحولت من طفلة إلى امرأة لتصبح جيشا (ومعناها بالعربية محظية). وحينما تسأله: لم أتيت؟
يجيبها: كي أراك. فترد عليه: أنت لا تعني ذلك أنا لا أحب سكان طوكيو لأنهم يكذبون دوما. وهكذا بدت المرأة أكثر قوة واستقلالية في مشاعرها عما كانت عليه. مما يجعل حبه لها يبدأ بالفتور.
ومع حلول فصل الشتاء يصف كواباتا انتقال برودة وظلمة هذا الفصل إلى قلب شيمامورا، ليتلاشى ما تبقى من مشاعر الحب التي كانت تجمع بينهما، لتصبح رؤية أحدهما للآخر واقعية بحتة، فهو رجل مدينة وهي جيشا من الريف.
وأسوة بالزيارتين السابقتين يبدأ في الشتاء بالتحول في علاقته العاطفية نحو الخادمة التي يزداد حبه وتعلقه بها، والتي يرى فيها رمزا لبرودة العزلة التي تأتي إلى بلدة الثلج.
تلك البرودة التي قتلت بذرة نبتة الربيع وبذا يفقد البطل أية مشاعر عاطفية اتجاه الطفلة التي شهد نموها، أما كوماكو فقد فقدت مرحها وبراءة الطفولة التي جذبته إليها فيما مضى.
وتنتهي الرواية والعلاقة بين شيمامورا وكوماكو ليفقدا أي نوع من التواصل وبالتحديد بعد موت يوكو التراجيدي خلال حريق يصيب الكوخ الذي تسكنه حيث بعد استغاثتها من نافذة في الدور الثاني تدفعها النيران لرمي نفسها وتفارق الحياة.

## التيمات والمواضيع

### الحديث والتقليدي
كُتبت رواية "بلد الثلوج" في فترة النزعة العسكرية اليابانية، ويمكن ملاحظة عدد من الاختراعات الحديثة في الرواية، والتي تشمل قطارًا، وجرافة ثلج، ونظام إنذار كهربائي للانهيارات الثلجية. لم يرَ كاواباتا أي صراع بين الحديث والتقليدي، بل رأى الاختراعات الحديثة كجزء من اليابان التقليدية. يمكن ملاحظة ذلك في مشهد القطار، في بداية الرواية، حيث يراقب بطل الرواية العينين الجميلتين للمسافرة. وهكذا، يسهل الضوء الكهربائي للقطار التعبير الجمالي التقليدي. تُعامل الاختراعات الحديثة المختلفة كجزء طبيعي من الحياة في مدينة الينابيع الساخنة الريفية.

### الجمال
تُصور هذه الرواية، مثل غيرها من روايات كاواباتا، بوضوح التكلفة النفسية للتقدير الجمالي، بالإضافة إلى تأثيره على العقول الحساسة للجمال. غالبًا ما يُنتزع بطل الرواية من العالم الحقيقي إلى عالم أحلام عقله الخاص بعد مشاهدة الجمال. علاوة على ذلك، فإن هذا الجمال يجعله غافلاً عن العالم من حوله (على سبيل المثال، بعد ملاحظة عيني يوكو في القطار أو رؤية درب التبانة أثناء الحريق في نهاية الرواية). غالبًا ما يؤدي هذا الجمال إلى تصرف شيمامورا ببرود أو قسوة، كما هو الحال عندما يصف كوماكو بأنها "امرأة طيبة" بعد مراقبتها في ضوء القمر.
تشمل صور الجمال في الرواية أيضًا عنصرًا من الحزن: الوحدة في جمال الطبيعة، والحزن في صوت يوكو الجميل، وجمال كوماكو الضائع، فضلاً عن الجهد الضائع في فعل الحب.

## الاستقبال
وصف إدوارد سيدنستيكر، الباحث البارز في الأدب الياباني الذي نُشرت ترجمته الإنجليزية للرواية في عام 1956، العمل بأنه "ربما تحفة كاواباتا". ووفقًا له، تذكرنا الرواية بالهايكو، سواء من حيث لمساتها الطباقية الرقيقة العديدة أو استخدامها للمشاهد القصيرة لرواية قصة أكبر.
تلقت "بلد الثلوج" مراجعات إيجابية سواء في وقت نشرها أو على مر السنين التالية. ذكرت صحيفة التايمز: "لقد صاغ قصيدة رعوية من مادة غير واعدة"، بينما قالت إيلين فريزر من ملحق التايمز الأدبي عن "رواية السيد كاواباتا الاقتصادية بشكل جميل"، "هذا كتاب مكتوب ببراعة، ومترجم بشكل ممتاز". ووصف جيسون كاولي رواية "بلد الثلوج" بأنها "... ربما أفضل أعماله".

## تحويل الرواية لفيلم
قدمت الرواية كفيلم سينمائي في اليابان عام 1957 وحققت نجاحا كبيرا، وما أثار دهشة النقاد هو الإقبال الكبير من الشابات في مقتبل العمر لمشاهدة الفيلم.
وعلى الرغم من أن هذا العمل يعتبر رواية قصيرة إلا أن أهميته تمثلت في تعدد مستويات المعاني والرموز، مع الاختزال في السرد والتعبير والوصف.

## روابط خارجية
- بلد الثلوج على موقع الموسوعة البريطانية (الإنجليزية)